# Doto cristal
Doto cristal is een slakkensoort uit de familie van de Dotidae. De wetenschappelijke naam van de soort is voor het eerst geldig gepubliceerd in 2010 door Ortea.